# Bystričianska dolina
Bystričianska dolina – dolina w południowo-zachodniej części pasma gór Ptacznik na Słowacji, jedna z najdłuższych w tej grupie górskiej.

## Położenie
Dolina leży po zachodniej stronie głównego grzbietu Ptacznika, tworzącego tzw. Vysoký Vtáčnik. Zaczyna się na wysokości ok. 420 m n.p.m., ok. 3 km na wschód od górnego końca zabudowy wsi Bystričiany oraz ok. 2 km od górnego skraju zabudowy wsi Kamenec pod Vtáčnikom, z którego jest dojazd do wylotu doliny w miejscu zwanym Suché Sekaniny (424 m n.p.m.).
Stąd dolina ciągnie się aż pod główny grzbiet Ptacznika. Początkowo biegnie ona w kierunku południowym, później południowo-wschodnim. U stóp Jaseňovej skaly, w miejscu zwanym Horný dom (dawna gajówka), na wysokości ok. 700 m n.p.m., dolina się rozwidla na dwie równej wielkości odnogi. Lewa biegnie w kierunku północno-wschodnim pod szczyt Ptacznika, prawa – w kierunku południowym pod Rúbaný vrch (1097 m n.p.m.). Rozdziela je krótkie ramię ze szczytem Krivá breza (1033 m n.p.m.), odgałęziające się od głównego grzbietu Ptacznika w Kláštorskéj skale.

## Charakterystyka
Na zboczach i bocznych grzbietach w otoczeniu doliny występują liczne formacje skalne w postaci skalnych murów, turni i samotnych wychodni skalnych, zbudowanych z andezytów. Ich największe skupiska to (idąc od dołu doliny): Hrádok na lewym zboczu (ponad dolinką bocznego potoku), Veľká skala na prawym zboczu (na terenie rezerwatu przyrody o tej samej nazwie), Skalka na prawym zboczu (pod równoimiennym spiętrzeniem grzbietu, 917 m n.p.m.), Jaseňova skala na lewym zboczu, Dolný Kostolík oraz Horný Kostolík również na lewym zboczu.
Cała dolina jest zalesiona. Dominują tu różne facje buczyn. Poza bukiem występują w nich jodła pospolita, świerk pospolity, a na stanowiskach kamienistych jawor. W niższych położeniach rosną również jesiony, graby, a wzdłuż potoku olsza czarna. W rezerwacie przyrody Veľká skala rosną reliktowe okazy sosny pospolitej.
Doliną Bystričianską biegnie droga jezdna (zamknięta dla ruchu pojazdów samochodowych powyżej Suchých Sekanin), początkowo asfaltowa, wyżej szutrowa, która koło Horného domu rozgałęzia się w dwie drogi leśne, idące w głąb wspomnianych wyżej odnóg doliny głównej.

## Turystyka
Dolną częścią Doliny Bystričianskiej biegnie niebiesko  znakowany szlak turystyczny z Bystričian przez Jaseňovą Skałę na szczyt Ptacznika – nosi on nazwę Chodník Petra Školny. Na rozdrożu Horný dom odchodzi od niego żółto znakowany  szlak, który szerokim grzbietem rozdzielającym obie górne odnogi doliny prowadzi na Klasztorską Skałę (1279 m n.p.m.) w głównym grzbiecie Ptacznika.